# 百々和宏
百々 和宏（もも かずひろ、1972年11月2日 - ）は、日本のミュージシャン、シンガーソングライター。MO'SOME TONEBENDERのボーカル、ギター。福岡県福岡市出身。

## 概略
1997年、福岡県にて武井靖典、藤田勇と共にロックバンドMO'SOME TONEBENDERを結成。2001年9月21日、ユニバーサルシグマよりアルバム『HELLO』でMO'SOME TONEBENDERのボーカル、ギターとしてメジャー・デビュー。
2012年4月25日にソロ1stアルバム『窓』を発表。ジャケットは漫画家のタナカカツキによるもの。同年夏には百々和宏としてフジロックフェスティバル、ライジング・サン・ロックフェスティバル等のフェスティバルに出演。同年8月16日、L'Arc〜en〜Cielのyukihiro、凛として時雨の345とともにgeek sleep sheepを結成。
その他、2011年に期間限定で結成された遠藤ミチロウのTHE STALIN Z、中村達也等と結成したJOY HEIGHTS、Superflyをヴォーカルに迎えたSuperfly & The Lemon Batsなど、多数MO'SOME TONEBENDER以外のバンドにも参加。
2013年5月15日、2ndアルバム『ゆめとうつつとまぼろしと』を発売。収録曲「ともをまつ」は向井秀徳とのデータのやり取りを通して制作された。
2016年9月7日、3rdアルバム『スカイイズブルー』を発売。The Roostersの「Good Dreams」のカバーが収録される。
2018年11月1日以降に陣内孝則がVoを担当しているバンド「ザ・ロッカーズ」に電撃加入する。
2021年10月29日、4thアルバム『OVERHEAT 49』を発売。アルバムにウエノコウジやヤマジカズヒデ、MO'SOME TONEBENDERのメンバー等が参加。

## ディスコグラフィ

### 参加作品
- 椎名林檎『加爾基 精液 栗ノ花』（2003年2月23日、TOCT-24942）

M-1「宗教」、M-11「葬列」にギターで参加。
- acid android『13:day:dream』（2010年7月13日、DANGER CRUE RECORDS）

M-10「swallowtail」にギターで参加。
- 塊魂ノ・ビ〜タサウンドトラック『かたもりだましい』（2011年12月21日、COCX-37131）

M-16「アクロス・ザ・カタマリ(feat.百々和宏 from MO'SOME TONEBENDER)」に参加。
- THE GOGGLESトリビュート・アルバム『MAGICAL MYSTERY COVERS』（2018年4月1日、MKR-006）

M-10「ROLL OVER BAUMKUCHEN（バームクーヘンをお裾分け）」に参加。

## 書籍
- 『泥酔ジャーナル』（2007年7月4日、USEN）ISBN 978-4903979007

雑誌「音楽と人」に連載していた同名コラムをまとめた単行本。
- 『泥酔ジャーナル 2』（2011年4月27日、株式会社音楽と人）ISBN 978-4903979151
- 『泥酔ジャーナル 3』（2015年8月5日、株式会社音楽と人）ISBN 978-4903979243

タワーレコード限定

## ゲスト出演
- 玉袋筋太郎のナイトスナッカーズ（第31回：吉祥寺）